# Alexandre de Mensdorff-Pouilly
Pour les articles homonymes, voir Famille de Mensdorff-Pouilly, Famille de Dietrichstein et Dietrichstein (homonymie).
Le comte Alexandre de Mensdorff-Pouilly, prince Dietrichstein zu Nikolsburg (né le 4 août 1813 à Cobourg; † 14 février 1871 à Prague) est un homme d'État autrichien.
Il est ministre autrichien des affaires étrangères du 27 octobre 1864 au 30 octobre 1866 dans les gouvernements de l’archiduc Rainier d'Autriche puis du comte Richard Belcredi.
Il est président du conseil des ministres du 26 juin au 27 juillet 1865.

## Biographie

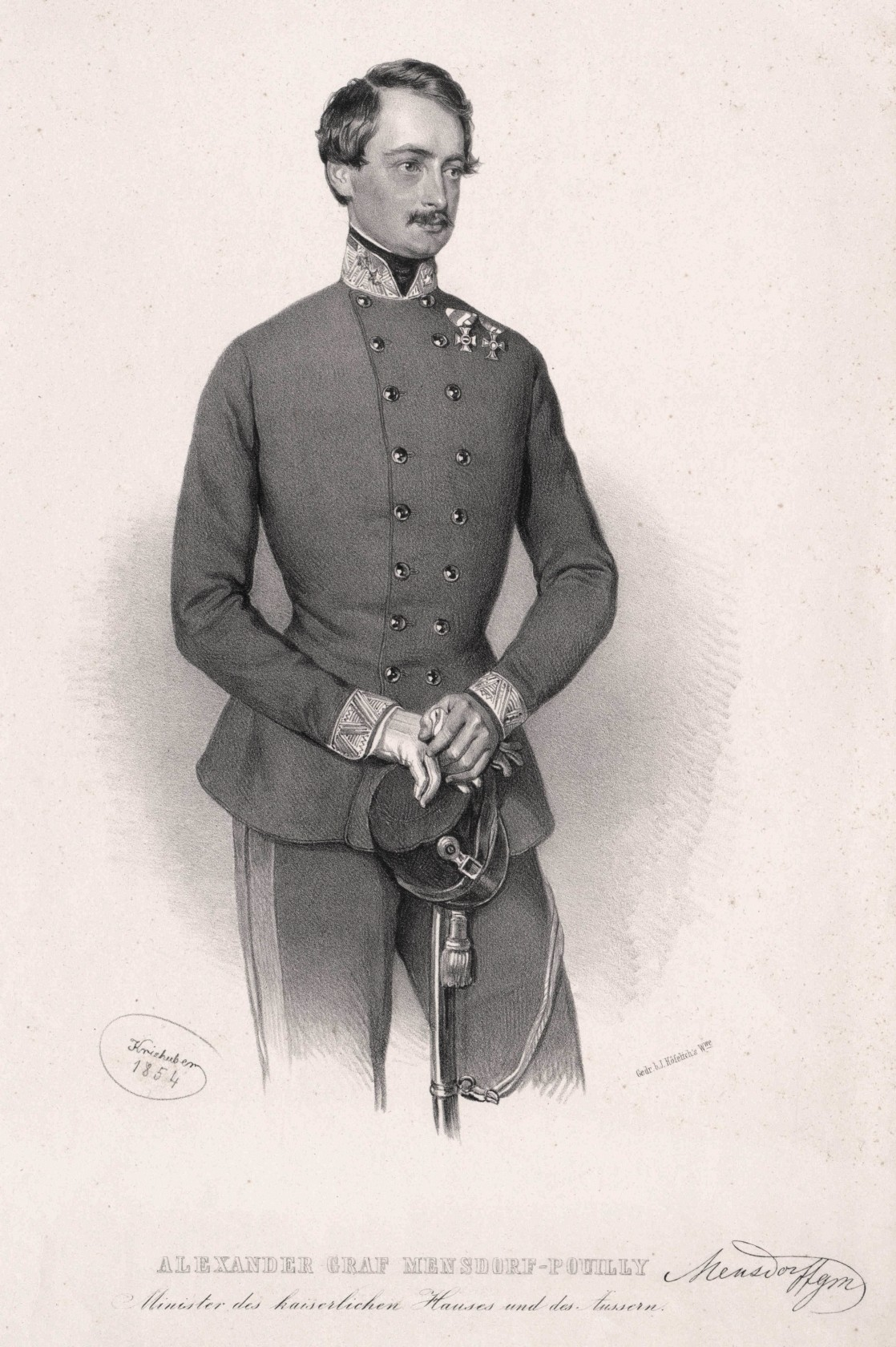
Alexandre de Mensdorff-Pouilly.

Alexandre est issu de la maison de Mensdorff-Pouilly (initialement Pouilly tout court, du nom d'une terre familiale des bords de Meuse). Cette famille noble de Lorraine, qui a émigré sous la Révolution, augmente son patronyme de Mensdorff et est élevée en 1818 à la dignité de comtes de l'empire d'Autriche.
Alexandre de Mensdorff-Pouilly est le fils du général Emmanuel de Mensdorff-Pouilly (1777–1852) et de la princesse Sophie de Saxe-Cobourg-Saalfeld (1779-1835), fille du duc François de Saxe-Cobourg-Saalfeld). Il est donc un neveu du roi des Belges Léopold Ier et un cousin germain de la reine Victoria du Royaume-Uni, du prince consort Albert et du roi Ferdinand Ier du Portugal, un oncle de l'archiduchesse Clotilde d'Autriche et du roi des Bulgares Ferdinand Ier.
Il s'engage dans l'armée en 1829. Promu successivement Maître de cavalerie (1836), commandant (1844), il combat avec distinction en Italie et Hongrie (1848–49), est promu colonel (1849) puis général de brigade (1850).
Au début de l'année 1851, il est dépêché comme commissaire autrichien au Schleswig-Holstein et en 1852 comme émissaire autrichien auprès de la cour de Saint-Pétersbourg. Rappelé de Russie dès 1853, il vit quelque temps au Royaume-Uni puis est promu général du VIIe corps d'armée avec le grade de maréchal de camp (1858). Il est gouverneur de Galicie lorsqu'éclate l’Insurrection polonaise de 1861/1864 : il fait preuve en cette occasion tout à la fois d'énergie et d'humanité. Le 27 octobre 1864 il est appelé à prendre la succession du comte Rechberg au poste de ministre des Affaires Étrangères. « Très obéissant serviteur de l'Empereur », il accompagne tous les méandres de la politique autrichienne jusqu'à l'abandon de la constitution par Richard Belcredi et la guerre avec la Prusse. En novembre 1866 il délaisse le ministère et devient en 1870 chef d'État-Major à Agram, puis à Prague.
En tant qu'époux de la comtesse Alexandrine von Dietrichstein (née le 29 février 1824, héritière du prince Joseph von Dietrichstein et petite-fille du prince Franz Joseph von Dietrichstein), il obtient par diplôme impérial du 20 mars 1869 le titre de prince Dietrichstein zu Nikolsburg. Il meurt le 14 mars 1871. Son héritier est le prince Hugo Dietrichstein zu Nikolsburg (né le 19 décembre 1858). Son plus jeune fils, Albert von Mensdorff-Pouilly-Dietrichstein, joue un rôle important dans la diplomatie avant et pendant la Première Guerre mondiale.

## Distinction
- Grand cordon de l'ordre de Léopold (Belgique, 13 mars 1845)[1].